# OpenMPT
OpenMPT (in precedenza ModPlug Tracker) è un programma di tipo tracker per Microsoft Windows sviluppato dal programmatore francese Olivier Lapicque.

## Storia
Olivier Lapicque cominciò a sviluppare il programma nel 1997. Nel dicembre 1999 inviò le parti del codice sorgente di ModPlug a Kenton Varda, sotto la GNU General Public License, per scrivere un plugin per XMMS basato sul codice. Il codice sorgente è stato poi pubblicato nel pubblico dominio, e il codice per far suonare la musica venne diviso in una libreria separata, libmodplug, mantenuta come parte del progetto ModPlug XMMS.
A causa della mancanza di tempo, Lapicque non riuscì a mantenere un costante sviluppo del programma, e nel 2004 rilasciò il codice sorgente intero sotto una licenza libera. Di conseguenza ModPlug Tracker è in via di sviluppo e aggiornamento continuo, grazie al lavoro di un gruppo di tracker/programmatori a SourceForge, ed il nome del programma è stato cambiato in OpenMPT.

## Caratteristiche
Il programma era stato inizialmente sviluppato come plug-in (con il nome "Modplugin") per browser Internet, per permettere agli utenti di ascoltare musica digitale di tipo modulo (per esempio IT, XM, S3M, e MOD) che erano presente in certi siti web. ModPlug Tracker in seguito si è evoluto arrivando ad essere diverso da un semplice plug-in.
La caratteristica più riconoscibile del programma è la sua interfaccia adattata a Windows. La maggior parte dei tracker nuovi in genere hanno ancora una interfaccia molto simile a quella usata in MS-DOS, ispirata principalmente a quella di Fast Tracker. Utilizza caratteristiche comuni nei programmi di Microsoft Windows, come menu di aiuto e di contesto per vedere meglio i file, i "sample", e i "pattern". Il programma è molto versatile ed è capace di salvare in diversi formati di musica modulare, come IT (Impulse Tracker), XM (Fast Tracker), MOD e S3M (Scream Tracker); inoltre è capace di gestire campioni sonori di diverso tipo, come WAV e DLS. Il programma prevede anche una funzionalità di esportazione della musica modulare in formato WAV oppure MP3, convertendola appositamente.